# Crimă în Mesopotamia
Crimă în Mesopotamia este un roman polițist scris de scriitoarea britanică Agatha Christie în anul 1936.